# Референдум в Лихтенштейне по пособиям на ребёнка (2016)
Референдум по пособию на ребёнка в Лихтенштейне проводился 18 сентября 2016 года. Предложение о поправках к Акту о пособиям на ребёнка было отвергнуто 82% голосов.

## Контекст
Поправки к Акту о пособию на ребёнка вводили 20-недельный отпуск по уходу за ребёнком, оплачиваемый компаниями, хотя они не должны были оплачивать медицинскую страховку в течение этого периода. Кроме этого, поправки предусматривали введение ежедневных тарифов для центров по уходу за детьми. Референдум был назначен после того, как Торгово-промышленная палата собрала 1179 подписей в период с 8 апреля по 11 мая 2016 года. После проверки, 1144 подписей были признаны действительными, что выполнило требование статьи 64 Конституции о необходимых, по меньшей мере, 1 тыс. подписей.
Ландтаг утвердил проведение референдума 9 июня 2016 года. Прогрессивная гражданская партия настояла на поправке о добровольном, а не обязательном голосовании.

## Результаты
| Выбор                                       | Голоса | %     |
| ------------------------------------------- | ------ | ----- |
| За                                          | 2 100  | 17,61 |
| Против                                      | 9 826  | 82,39 |
| Недействительных/пустых бюллетеней          | 168    | –     |
| Всего                                       | 12 094 | 100   |
| Зарегистрированных избирателей/Явка         | 19 765 | 61,19 |
| Источник: Правительство Лихтенштейна (нем.) |        |       |